# Brixey-aux-Chanoines
Brixey-aux-Chanoines – miejscowość i gmina we Francji, w regionie Grand Est, w departamencie Moza.
Według danych na rok 1990 gminę zamieszkiwało 91 osób, a gęstość zaludnienia wynosiła 12 osób/km² (wśród 2335 gmin Lotaryngii Brixey-aux-Chanoines plasuje się na 954. miejscu pod względem liczby ludności, natomiast pod względem powierzchni na miejscu 783.).